# Qəbələi nemzetközi repülőtér
A Qəbələi nemzetközi repülőtér (IATA: GBB, ICAO: UBBQ) Azerbajdzsán egyik nemzetközi repülőtere, amely Qəbələ közelében található. Éves utasforgalma 55 651 fő (2014).

## Futópályák
A repülőtér futópályái:
- 16/34

## Forgalom
Az utasforgalom az elmúlt években az alábbi módon változott:
| 2013 | 46 658 |
| 2014 | 55 651 |

## Légitársaságok és úticélok
| Légitársaság        | Célállomások |
| ------------------- | ------------ |
| Azerbaijan Airlines | Baku         |